# Hybanthus buxifolius
Hybanthus buxifolius là một loài thực vật có hoa trong họ Hoa tím. Loài này được (Vent.) Baill. mô tả khoa học đầu tiên năm 1886.